# Tadeusz Kuziora
Tadeusz Kuziora (ur. 3 marca 1949 w Tarnowie, zm. 16 maja 2025 w Warszawie) – generał brygady pilot Wojska Polskiego.

## Życiorys
3 stycznia 1968 wstąpił do Wyższej Oficerskiej Szkoły Lotniczej w Dęblinie. 28 listopada 1971 promowany na podporucznika, otrzymał tytuł inżyniera i pilota wojskowego (po ukończeniu szkolenia pilotażowego na samolotach TS-8 Bies i Lim-2) został przydzielony do 8 Pułku Lotnictwa Myśliwsko-Szturmowego w Mirosławcu, latał na samolotach Lim-6 bis. Od 3 lutego 1973 wykonywał loty w 3 Pułku Lotnictwa Myśliwsko-Bombowego w Bydgoszczy jako dowódca klucza lotniczego (na samolotach Su-7). W okresie od 2 października 1975 do 16 lipca 1978 studiował w Akademii Sztabu Generalnego Wojska Polskiego w Rembertowie. Po studiach powrócił do Bydgoszczy gdzie od 17 lipca 1978 był zastępcą dowódcy eskadry lotniczej, a 12 czerwca 1979 został dowódcą eskadry. Po 7 latach służby w 3 Pułku
(z przerwą na studia), 2 marca 1980 został szefem sztabu-zastępcą dowódcy. W okresie od 12 marca 1981 do 1 marca 1983 był starszym nawigatorem w 3 plmb. 2 marca 1983 objął stanowisko zastępcy dowódcy pułku do spraw szkolenia w 7 Pułku Lotnictwa Bombowo-Rozpoznawczego w Powidzu gdzie przeszkolił się na samolot Su-20. 9 listopada 1984 został dowódcą 7 Pułku Lotnictwa Bombowo-Rozpoznawczego. Obowiązki te pełnił do 5 sierpnia 1986. Po przekazaniu obowiązków dowódcy pułku został szefem Oddziału Strzelania Powietrznego w Dowództwie Wojsk Lotniczych w Poznaniu (pełnił tę funkcję do 30 czerwca 1990) Po połączeniu Wojsk Lotniczych z Wojskami Obrony Powietrznej Kraju został szefem Oddziału Nawigacji w Dowództwie WLOP. Od 8 września 1991 był zastępcą Szefa Wojsk Lotniczych – szefem Oddziału Szkolenia Lotniczego.
1 października 1992 został przyjęty na Podyplomowe Studia Operacyjno-Strategiczne
w Akademii Obrony Narodowej w Rembertowie. Po ukończeniu studiów, 10 sierpnia 1993 powrócił do Dowództwa WLOP; był nadal zastępcą Szefa Wojsk Lotniczych.
25 sierpnia 1994 został dowódcą 3 Dywizji Lotnictwa Myśliwsko-Bombowego w Świdwinie (dowodził nią do 25 listopada 1996) 11 listopada 1994 awansowany do stopnia generała brygady. 26 listopada 1996 otrzymał stanowisko zastępcy Szefa Zarządu Programowania Szkolenia Sił Zbrojnych w Sztabie Generalnym Wojska Polskiego. Od 16 lipca 1999 pełnił funkcję Szefa Zarządu Koordynacyjnego Generalnego Zarządu Dowodzenia i Łączności Sztabu Generalnego. Od 22 listopada 2002 do 10 września 2004 pełnił obowiązki komendanta WSOSP w Dęblinie. Od 6 października 2004 pełni obowiązki dowódcy 2 Korpusu Obrony Powietrznej. 22 stycznia 2008 przeniesiony w stan spoczynku. Był pilotem wojskowym klasy mistrzowskiej, jego ogólny nalot wynosił 2000 godzin. 14 sierpnia 2007 został wyróżniony wpisem do "Księgi Honorowej Ministra Obrony Narodowej". 
Mieszkał z rodziną w Warszawie (żona Grażyna, syn Mateusz), uprawiał narciarstwo i lubił żeglować.
W 1978 w Gwiezdnym Miasteczku razem z ppłk. pil. Zenonem Jankowskim, mjr. pil. Henrykiem Hałką i mjr. pil. Mirosławem Hermaszewskim przeszedł szkolenie pilotów przewidzianych do lotu na statku kosmicznym Sojuz 30.

## Ordery i odznaczenia
- Krzyż Oficerski Orderu Odrodzenia Polski (2003)[3]
- Krzyż Kawalerski Orderu Odrodzenia Polski (1998)[4]
- Złoty Krzyż Zasługi (1989)
- Srebrny Krzyż Zasługi (1984)
- Zasłużony Pilot Wojskowy (2001)